# Démographie du Doubs
La démographie du Doubs est caractérisée par une densité moyenne et une population en croissance depuis les années 1950.
Avec ses 548 662 habitants en 2022, le département français du Doubs se situe en 49e position sur le plan national.
En six ans, de 2015 à 2021, sa population s'est accrue de près de 10 200 unités, c'est-à-dire de plus ou moins 1 700 personnes par an. Mais cette variation est différenciée selon les 563 communes que comporte le département.
La densité de population du Doubs, 104,8 habitants par kilomètre carré en 2022, se situe au niveau de celle de la France entière qui est de 107,1 hab./km2 pour la même année. Le Doubs est ainsi le second département le plus densément peuplé de la région Bourgogne-Franche-Comté après le Territoire de Belfort.

## Évolution démographique du département du Doubs
Le département a été créé par décret du 4 mars 1790. Il comporte alors six districts (Besançon, Baume-les-Dames, Saint-Hippolyte, Pontarlier, Quingey, Ornans) et 51 cantons. Le premier recensement sera réalisé en 1791 et ce dénombrement, reconduit tous les cinq ans à partir de 1821, permettra de connaître plus précisément l'évolution des territoires.
Avec 265 535 habitants en 1831, le département représente 0,82 % de la population française, qui est alors de 32 569 000 habitants. De 1831 à 1866, il va gagner 32 537 habitants, soit une augmentation de 0,35 % moyen par an, similaire au taux d'accroissement national de 0,48 % sur cette même période.
L'évolution démographique entre la Guerre franco-prussienne de 1870 et la Première Guerre mondiale est plus faible qu'au niveau national. Sur cette période, la population ne s'accroît que de 8 684 habitants, soit un accroissement de 2,98 % alors qu'il est de 10 % au niveau national. La population gagne 6,94 %  pour la période de l'entre-deux guerres courant de 1921 à 1936 parallèlement à une croissance identique au niveau national de 6,9 %.
À l'instar des autres départements français, le Doubs va ensuite connaître un essor démographique après la Seconde Guerre mondiale. 
En 2022, le département comptait 548 662 habitants, en évolution de +1,88 % par rapport à 2016 (France hors Mayotte : +2,11 %).
| 1791    | 1801    | 1806    | 1821    | 1826    | 1831    | 1836    | 1841    | 1846    |
| ------- | ------- | ------- | ------- | ------- | ------- | ------- | ------- | ------- |
| 219 642 | 216 226 | 226 040 | 242 663 | 254 314 | 265 535 | 276 274 | 286 236 | 292 347 |

| 1851    | 1856    | 1861    | 1866    | 1872    | 1876    | 1881    | 1886    | 1891    |
| ------- | ------- | ------- | ------- | ------- | ------- | ------- | ------- | ------- |
| 296 679 | 286 888 | 296 280 | 298 072 | 291 251 | 306 094 | 310 827 | 310 963 | 303 081 |

| 1896    | 1901    | 1906    | 1911    | 1921    | 1926    | 1931    | 1936    | 1946    |
| ------- | ------- | ------- | ------- | ------- | ------- | ------- | ------- | ------- |
| 302 046 | 298 864 | 298 438 | 299 935 | 285 022 | 296 591 | 305 500 | 304 812 | 298 255 |

| 1954    | 1962    | 1968    | 1975    | 1982    | 1990    | 1999    | 2006    | 2011    |
| ------- | ------- | ------- | ------- | ------- | ------- | ------- | ------- | ------- |
| 327 187 | 384 881 | 426 363 | 471 082 | 477 163 | 484 770 | 499 062 | 516 157 | 529 103 |

| 2016    | 2021    | 2022    | - | - | - | - | - | - |
| ------- | ------- | ------- | - | - | - | - | - | - |
| 538 549 | 547 096 | 548 662 | - | - | - | - | - | - |

## Population par divisions administratives

### Arrondissements
Le département du Doubs comporte trois arrondissements. La population se concentre principalement sur l'arrondissement de Besançon, qui recense 46 % de la population totale du département en 2022, avec une densité de 132,1 hab./km2, contre 32 % pour l'arrondissement de Montbéliard et 22 % pour celui de Pontarlier.
| Arrondissement  | Population(2022) | Variation(2022/2016)                       | Superficie(km2) | Densité(hab./km2) |
| --------------- | ---------------- | ------------------------------------------ | --------------- | ----------------- |
| Besançon        | 254 489          | en évolution de +2,12 % par rapport à 2016 | 1 926,4         | 132,1             |
| Montbéliard     | 175 105          | en évolution de −0,75 % par rapport à 2016 | 1 255,7         | 139,4             |
| Pontarlier      | 119 068          | en évolution de +5,45 % par rapport à 2016 | 2 050,5         | 58,1              |
| Source : Insee. |                  |                                            |                 |                   |

### Communes de plus de5 000 habitants
- ≥ 60%
- de 45% à 60%
- de 30% à 45%
- de 15% à 30%
- de 0 à 15%
- de 0 à -15%
- de -15% à -30%
- ≤ -30%

Sur les 569 communes que comprend le département du Doubs, 49 ont en 2021 une population municipale supérieure à 2 000 habitants, onze ont plus de 5 000 habitants et cinq ont plus de 10 000 habitants : Besançon, Montbéliard, Pontarlier, Audincourt et Valentigney.
Les évolutions respectives des communes de plus de 5 000 habitants sont présentées dans le tableau ci-après.
| Commune         | Population(2022) | Variation(2022/2016)                       | Superficie(km2) | Densité(hab./km2) |
| --------------- | ---------------- | ------------------------------------------ | --------------- | ----------------- |
| Besançon        | 120 057          | en évolution de +3,08 % par rapport à 2016 | 65,05           | 1 845,6           |
| Montbéliard     | 25 516           | en évolution de +0,84 % par rapport à 2016 | 15,01           | 1 699,9           |
| Pontarlier      | 17 928           | en évolution de +3,73 % par rapport à 2016 | 41,35           | 433,6             |
| Audincourt      | 14 009           | en évolution de +3,14 % par rapport à 2016 | 8,76            | 1 599,2           |
| Valentigney     | 10 624           | en évolution de +2,34 % par rapport à 2016 | 9,74            | 1 090,8           |
| Morteau         | 6 905            | en évolution de −0,93 % par rapport à 2016 | 14,11           | 489,4             |
| Grand-Charmont  | 5 865            | en évolution de +3,97 % par rapport à 2016 | 4,56            | 1 286,2           |
| Seloncourt      | 5 812            | en évolution de −0,19 % par rapport à 2016 | 7,92            | 733,8             |
| Valdahon        | 5 715            | en évolution de +1,96 % par rapport à 2016 | 25,51           | 224               |
| Bethoncourt     | 5 288            | en évolution de −7,26 % par rapport à 2016 | 6,54            | 808,6             |
| Villers-le-Lac  | 5 248            | en évolution de +7,34 % par rapport à 2016 | 30,17           | 173,9             |
| Baume-les-Dames | 5 064            | en évolution de −1,65 % par rapport à 2016 | 24,79           | 204,3             |
| Saint-Vit       | 5 059            | en évolution de +4,22 % par rapport à 2016 | 16,44           | 307,7             |
| Source : Insee. |                  |                                            |                 |                   |

## Unités urbaines

### Principales unités urbaines
| CodeInsee | Unité urbaine            | Nombre decommunes(2020) | Population(2022) |
| --------- | ------------------------ | ----------------------- | ---------------- |
| 25601     | Besançon                 | 13                      | 142 054          |
| 00651     | Montbéliard              | 25                      | 112 487          |
| 25401     | Pontarlier               | 4                       | 23 253           |
| 25301     | Morteau                  | 2                       | 9 967            |
| 25204     | Pouilley-les-Vignes      | 5                       | 6 921            |
| 25202     | Valdahon                 | 1                       | 5 715            |
| 25203     | Pont-de-Roide-Vermondans | 3                       | 5 348            |
| 25114     | Villers-le-Lac           | 1                       | 5 248            |
| 25201     | Baume-les-Dames          | 1                       | 5 064            |
| 25113     | Saint-Vit                | 1                       | 5 059            |
| 25110     | Ornans                   | 1                       | 4 421            |
| 25112     | Maîche                   | 2                       | 4 410            |
| 25111     | Roche-lez-Beaupré        | 3                       | 4 335            |
| 25109     | Saône                    | 2                       | 3 637            |
| 25108     | L'Isle-sur-le-Doubs      | 2                       | 3 197            |
| 25107     | Charquemont              | 1                       | 2 867            |
| 25104     | Le Russey                | 1                       | 2 546            |
| 25105     | Montferrand-le-Château   | 2                       | 2 527            |
| 25106     | Les Auxons               | 1                       | 2 522            |
| 25103     | Arcey                    | 2                       | 2 208            |
| 25102     | Val-d'Usiers             | 1                       | 2 128            |
| 25101     | Colombier-Fontaine       | 2                       | 1 940            |

| \| 50 km1:783 000 Agglomération de plus de 100 000 hab. Agglomération de 20 000 à 100 000 hab. Agglomération de 10 000 à 20 000 hab. Agglomération de 5 000 à 10 000 hab. Agglomération de 2 000 à 5 000 hab. \| Besançon Montbéliard Pontarlier Morteau Pouilley-les-V. Pont-de-Roide-V. Valdahon Baume-les-D. Saint-Vit Villers-le-L. Roche-lez-B. Ornans Maîche L'Isle-sur-le-D. Saône Charquemont Les Auxons Montferrand-le-Ch. Le Russey Arcey Val-d'Usiers Cussey-sur-l'O. Levier Orchamps-V. Montlebon |
| 50 km1:783 000 Agglomération de plus de 100 000 hab. Agglomération de 20 000 à 100 000 hab. Agglomération de 10 000 à 20 000 hab. Agglomération de 5 000 à 10 000 hab. Agglomération de 2 000 à 5 000 hab. |

| 50 km1:783 000 Agglomération de plus de 100 000 hab. Agglomération de 20 000 à 100 000 hab. Agglomération de 10 000 à 20 000 hab. Agglomération de 5 000 à 10 000 hab. Agglomération de 2 000 à 5 000 hab. |

### Évolution historique
|    | Unité urbaine                | Nombre de communes (2020) | Population (2022) | Variation annuelle 2020-2022 | Population (2020) | Variation annuelle 2010-2020 | Pop. (2010) | Variation annuelle 2010-1999 | Pop. (1999) | Variation annuelle 1990-1999 | Pop. (1990) |
| -- | ---------------------------- | ------------------------- | ----------------- | ---------------------------- | ----------------- | ---------------------------- | ----------- | ---------------------------- | ----------- | ---------------------------- | ----------- |
| 1  | Besançon                     | 13                        | 142 054           | 0,63 %                       | 140 290           | 0,17 %                       | 137 896     | 0,07 %                       | 136 902     | 0,46 %                       | 131 484     |
| 2  | Montbéliard                  | 25                        | 112 487           | −0,16 %                      | 112 848           | −0,21 %                      | 115 301     | - 0,27 %                     | 118 868     | - 0,39 %                     | 123 152     |
| 3  | Pontarlier                   | 4                         | 23 253            | 0,78 %                       | 22 898            | 0,12 %                       | 22 634      | 0,30 %                       | 21 912      | 0,57 %                       | 20 850      |
| 4  | Morteau                      | 2                         | 9 967             | −0,20 %                      | 10 008            | 0,42 %                       | 9 608       | 0,65 %                       | 8 971       | 0,09 %                       | 8 899       |
| 5  | Pouilley-les-Vignes          | 5                         | 6 921             | 1,60 %                       | 6 706             | 1,35 %                       | 5 906       | 0,83 %                       | 5 414       | 0,97 %                       | 4 981       |
| 6  | Valdahon                     | 1                         | 5 715             | −0,17 %                      | 5 734             | 1,27 %                       | 5 088       | 2,40 %                       | 4 027       | 1,55 %                       | 3 534       |
| 7  | Pont-de-Roide                | 3                         | 5 348             | −1,31 %                      | 5 492             | −0,83 %                      | 5 986       | - 0,36 %                     | 6 231       | - 0,20 %                     | 6 348       |
| 8  | Villers-le-Lac               | 1                         | 5 248             | 0,39 %                       | 5 207             | 1,74 %                       | 4 435       | 0,52 %                       | 4 196       | - 0,02 %                     | 4 203       |
| 9  | Baume-les-Dames              | 1                         | 5 064             | 0,80 %                       | 4 984             | −0,62 %                      | 5 315       | - 0,12 %                     | 5 384       | 0,31 %                       | 5 237       |
| 10 | Saint-Vit                    | 1                         | 5 059             | 1,37 %                       | 4 924             | 0,46 %                       | 4 707       | 0,68 %                       | 4 381       | 1,79 %                       | 3 774       |
| 11 | Ornans                       | 1                         | 4 421             | −0,01 %                      | 4 422             | 0,29 %                       | 4 296       | 0,37 %                       | 4 130       | 0,06 %                       | 4 109       |
| 12 | Maîche                       | 2                         | 4 410             | −0,45 %                      | 4 450             | −0,20 %                      | 4 540       | 0,90 %                       | 4 130       | - 0,44 %                     | 4 299       |
| 13 | Roche-lez-Beaupré            | 3                         | 4 335             | −0,92 %                      | 4 416             | 0,27 %                       | 4 314       | 0,10 %                       | 4 266       | 0,97 %                       | 3 924       |
| 14 | Saône                        | 2                         | 3 637             | −0,14 %                      | 3 647             | −0,12 %                      | 3 692       | 1,51 %                       | 3 165       | 1,39 %                       | 2 812       |
| 15 | L'Isle-sur-le-Doubs          | 2                         | 3 197             | −0,56 %                      | 3 233             | −1,01 %                      | 3 598       | - 0,28 %                     | 3 714       | 0,48 %                       | 3 560       |
| 16 | Beaucourt (partie doubienne) | 2                         | 2 935             | −0,49 %                      | 2 964             | −0,32 %                      | 3 061       | 0,57 %                       | 2 881       | - 0,18 %                     | 2 928       |
| 17 | Charquemont                  | 1                         | 2 867             | 1,36 %                       | 2 791             | 1,31 %                       | 2 467       | 1,28 %                       | 2 212       | 0,04 %                       | 2 205       |
| 18 | Le Russey                    | 1                         | 2 546             | 2,04 %                       | 2 446             | 1,59 %                       | 2 111       | 0,91 %                       | 1 918       | 0,57 %                       | 1 824       |
| 19 | Montferrand-le-Château       | 2                         | 2 527             | −0,08 %                      | 2 531             | 0,19 %                       | 2 483       | 1,43 %                       | 2 146       | 0,97 %                       | 1 973       |
| 20 | Les Auxons                   | 1                         | 2 522             | 0,20 %                       | 2 512             | 0,45 %                       | 2 404       | 2,81 %                       | 1 836       | 0,35 %                       | 1 780       |
| 21 | Cussey-sur-l'Ognon           | 3                         | 2 414             | 0,78 %                       | 2 377             | 0,59 %                       | 2 245       | 3,61 %                       | 1 607       | 1,42 %                       | 1 425       |
| 22 | Levier                       | 1                         | 2 345             | 1,67 %                       | 2 269             | 1,56 %                       | 1 963       | 1,41 %                       | 1 700       | - 0,53 %                     | 1 785       |
| 23 | Montlebon                    | 1                         | 2 227             | 0,84 %                       | 2 190             | 1,21 %                       | 1 953       | 1,29 %                       | 1 710       | 0,86 %                       | 1 587       |
| 24 | Arcey                        | 2                         | 2 208             | 0,09 %                       | 2 204             | 0,36 %                       | 2 128       | 1,91 %                       | 1 758       | 0,93 %                       | 1 622       |
| 25 | Orchamps-Vennes              | 1                         | 2 180             | 0,44 %                       | 2 161             | 1,53 %                       | 1 875       | 1,56 %                       | 1 601       | 0,77 %                       | 1 497       |
| 26 | Val-d'Usiers                 | 1                         | 2 128             | 0,33 %                       | 2 112             | 1,31 %                       | 1 867       | 1,90 %                       | 1 594       | −0,01 %                      | 1 596       |
| 27 | Chemaudin et Vaux            | 1                         | 2 114             | 1,14 %                       | 2 067             | 1,55 %                       | 1 790       | 1,29 %                       | 1 567       | 3,49 %                       | 1 192       |

## Structures des variations de population

### Soldes naturels et migratoires depuis 1968
La variation moyenne annuelle est positive mais en diminution depuis les années 1970, passant de 1,4 à 0,3 %.
Le solde naturel annuel qui est la différence entre le nombre de naissances et le nombre de décès enregistrés au cours d'une même année, a baissé, passant de 1,1 à 0,2 %. La baisse du taux de natalité, très élevée en 1968 avec 19,8 ‰ s'est réduite à 11,2 ‰ sur la période 2015-2021. Elle n'est en fait pas compensée par une baisse suffisante du taux de mortalité, qui parallèlement reste autour de 8,5 ‰.
Le flux migratoire reste déficitaire depuis 1975. Le déficit migratoire, particulièrement marqué de 1975 à 1982 (-0,7 %), est beaucoup plus modéré depuis le début du XXIe siècle (entre -0,1 et 0 %).
| Indicateurs démographiques                       | 1968 à1975 | 1975 à1982 | 1982 à1990 | 1990 à1999 | 1999 à2010 | 2010 à2015 | 2015 à2021 |
| ------------------------------------------------ | ---------- | ---------- | ---------- | ---------- | ---------- | ---------- | ---------- |
| Variation annuelle moyenne de la population en % | 1,4        | 0,2        | 0,2        | 0,3        | 0,5        | 0,3        | 0,3        |
| - due au solde naturel en %                      | 1,1        | 0,9        | 0,7        | 0,5        | 0,5        | 0,5        | 0,2        |
| - due au solde apparent des entrées sorties en % | 0,3        | -0,7       | -0,5       | -0,2       | -0,0       | -0,1       | 0,1        |
| Taux de natalité en ‰                            | 19,8       | 16,7       | 14,8       | 13,0       | 13,1       | 12,8       | 11,2       |
| Taux de mortalité en ‰                           | 8,5        | 7,8        | 7,8        | 7,7        | 7,8        | 7,9        | 8,8        |
| Source : Insee.                                  |            |            |            |            |            |            |            |

### Mouvements naturels sur la période 2014-2022
En 2014, 6 659 naissances ont été dénombrées contre 4 296 décès. Le nombre annuel des naissances a diminué depuis cette date, passant à 5 394 en 2022, indépendamment à une augmentation, mais relativement faible, du nombre de décès, avec 5 220 en 2022. Le solde naturel est ainsi positif et diminue, passant de 2 363 à 174.
Pour des raisons techniques, il est temporairement impossible d'afficher le graphique qui aurait dû être présenté ici.

## Densité de population
La densité de population est en augmentation depuis 1968, en cohérence avec l'augmentation de la population.
En 2021, la densité était de 104,6 hab./km2.
| 1968 |  | 81.5 |  |

| 1975 |  | 90.0 |  |

| 1982 |  | 91.2 |  |

| 1990 |  | 92.6 |  |

| 1999 |  | 95.4 |  |

| 2010 |  | 100.9 |  |

| 2015 |  | 102.6 |  |

| 2021 |  | 104.6 |  |

## Répartition par sexes et tranches d'âges
La population du département est plus jeune qu'au niveau national.
En 2021, le taux de personnes d'un âge inférieur à 30 ans s'élève à 36,5 %, soit au-dessus de la moyenne nationale (35,1 %). À l'inverse, le taux de personnes d'âge supérieur à 60 ans est de 25,9 % la même année, alors qu'il est de 26,6 % au niveau national.
En 2021, le département comptait 267 938 hommes pour 279 158 femmes, soit un taux de 51,03 % de femmes, légèrement inférieur au taux national (51,61 %).
Les pyramides des âges du département et de la France s'établissent comme suit.
| Hommes | Classe d’âge | Femmes |
| ------ | ------------ | ------ |
| 0,7    | 90 ou +      | 1,7    |
| 7,1    | 75-89 ans    | 9,4    |
| 15,8   | 60-74 ans    | 17     |
| 19,4   | 45-59 ans    | 18,7   |
| 18,8   | 30-44 ans    | 18,3   |
| 19,3   | 15-29 ans    | 17,5   |
| 18,9   | 0-14 ans     | 17,4   |

| Hommes | Classe d’âge | Femmes |
| ------ | ------------ | ------ |
| 0,7    | 90 ou +      | 1,9    |
| 7,0    | 75-89 ans    | 9,5    |
| 16,6   | 60-74 ans    | 17,5   |
| 20,0   | 45-59 ans    | 19,5   |
| 18,8   | 30-44 ans    | 18,3   |
| 18,3   | 15-29 ans    | 16,7   |
| 18,6   | 0-14 ans     | 16,7   |

## Répartition par catégories socioprofessionnelles
La catégorie socioprofessionnelle des ouvriers est surreprésentée par rapport au niveau national. Avec 16,1 % en 2021, elle est 4,4 points au-dessus du taux national (11,7 %). La catégorie socioprofessionnelle des cadres et professions intellectuelles supérieures est quant à elle sous-représentée par rapport au niveau national. Avec 7,7 % en 2021, elle est 2,4 points en dessous du taux national (10,1 %).
| Catégorie socioprofessionnelle                    | 2015    | 2015 | 2021    | 2021 | Détails de l'année 2021 | Détails de l'année 2021 | Détails de l'année 2021            | Détails de l'année 2021            | Détails de l'année 2021            |
| Catégorie socioprofessionnelle                    | Nb      | %    | Nb      | %    | Hommes                  | Femmes                  | Part en % de la population âgée de | Part en % de la population âgée de | Part en % de la population âgée de |
| Catégorie socioprofessionnelle                    | Nb      | %    | Nb      | %    | Hommes                  | Femmes                  | 15 à 24 ans                        | 25 à 54 ans                        | 55 ans ou +                        |
| ------------------------------------------------- | ------- | ---- | ------- | ---- | ----------------------- | ----------------------- | ---------------------------------- | ---------------------------------- | ---------------------------------- |
| Agriculteurs exploitants                          | 4 010   | 0,9  | 3 878   | 0,9  | 3 040                   | 838                     | 0,2                                | 1,4                                | 0,5                                |
| Artisans, commerçants, chefs d'entreprise         | 13 099  | 3,0  | 14 469  | 3,2  | 10 321                  | 4 147                   | 0,6                                | 5,2                                | 2,0                                |
| Cadres et professions intellectuelles supérieures | 32 043  | 7,3  | 34 368  | 7,7  | 20 243                  | 14 125                  | 2,1                                | 13,1                               | 3,7                                |
| Professions intermédiaires                        | 62 344  | 14,3 | 64 162  | 14,3 | 30 096                  | 34 066                  | 8,7                                | 24,0                               | 5,3                                |
| Employés                                          | 65 666  | 15,0 | 65 511  | 14,6 | 16 183                  | 49 328                  | 14,9                               | 21,9                               | 6,1                                |
| Ouvriers                                          | 74 398  | 17,0 | 71 922  | 16,1 | 53 161                  | 18 761                  | 15,2                               | 24,9                               | 6,2                                |
| Retraités                                         | 116 729 | 26,7 | 120 421 | 26,9 | 56 067                  | 64 353                  | 0,0                                | 0,1                                | 68,4                               |
| Autres personnes sans activité professionnelle    | 68 513  | 15,7 | 73 175  | 16,3 | 28 294                  | 44 881                  | 58,3                               | 9,4                                | 7,7                                |
| Ensemble                                          | 436 801 | 100  | 447 904 | 100  | 217 405                 | 230 499                 | 100                                | 100                                | 100                                |
| Sources : Insee,.                                 |         |      |         |      |                         |                         |                                    |                                    |                                    |